# Platja de Frexulfe
La platja de Frexulfe és una platja situada al municipi asturià de Navia, Espanya. L'arenal és a prop del llogaret de Frexulfe, que pertany a la parròquia de Piñera i desemboca al riu Frexulfe. Està situada a uns 5 quilòmetres a l'est de Navia, s'hi accedeix a través de Frexulfe, a 4,5 km de la capital del municipi. La platja té una longitud d'aproximada de 800 metres i en el seu extrem oriental es troba la desembocadura del riu.
La platja de Frexulfe va ser declarada monument natural el 3 d'octubre de 2002 pel Decret 125/2002 de la Conselleria de Medi ambient del Principat d'Astúries, a més està catalogada com ZEPA i LIC. El monument natural platja de Frexulfe comprèn la platja de Frexulfe amb el seu sistema de dunes i part dels penya-segats que la voregen, així com l'estuari del riu Frexulfe.
La singularitat de les formacions i espècies que s'hi troben i la seva importància dins del context regional, fan que sigui d'excepcional interès natural i patrimonial. Entre els seus valors destaquen un sistema de dunes bastant ben conservat, amb vegetació de dunes embrionàries i de dunes blanques, on es troben algunes espècies incloses al Catàleg Regional d'Espècies Amenaçades de la Flora Asturiana, com Euphorbia peplis (sensible a l'alteració de l'hàbitat), Otanthus maritimus (vulnerable) i Ruppia maritima (vulnerable). Per la seva banda, el petit estuari format a la desembocadura del riu Frexulfe té gespes d'Eleocharis parvula, hàbitat d'interès comunitari i espècie en perill d'extinció. A tot això s'uneix la presència d'altres hàbitats prioritaris d'interès comunitari (vegetació de llacuna, estanys costaners, bruguerars halòfils) i d'uns altres no prioritaris (vegetació de penya-segats atlàntics, pasturatges salins atlàntics).
Entre els seus valors faunístics destaca la presència habitual d'espècies animals incloses, al seu torn, al Catàleg Regional d'Espècies Amenaçades de la Fauna Asturiana com és el cas de la llúdria (catalogada com d'interès especial), la granota verda (catalogada com a espècie vulnerable) i la presència més esporàdica de l'ostrer, espècie sensible a l'alteració de l'hàbitat i el corb marí emplomallat, catalogada d'interès especial.
La qualitat ambiental de la platja de Frexulfe i el seu entorn immediat van fer necessària la introducció de normes de protecció que poguessin evitar la pèrdua dels valors i els elements que determinen l'interès de conservació d'aquest espai.
La superfície total de la zona protegida mesura 15 hectàrees amb terreny eminentment de dunes i la seva vegetació característica, la platja és oberta i té una longitud de 800 m aproximadament amb dos penya-segats a cada costat, el que permet la nidificació de nombroses aus, alguna d'elles protegides com l'ostrer o el corb marí emplomallat.
El seu fàcil accés fa especialment important l'esforç per a la seva conservació.